# Nun è 'nu tradimento
 Nun è 'nu tradimento, pubblicato nel 1986 su 33 giri (MLP 580) e Musicassetta (MMC 580), è un album discografico del cantante Mario Trevi.

## Il disco
Il disco contiene brani inediti di Mario Trevi. Iniziate ad abbandonare le canzoni di cronaca e le sceneggiate, Trevi ritorna a trattare il tema della canzone melodica, adattandosi alle nuove tematiche nascenti, ad eccezione del brano  'O zampugnaro 'nnammurato, scritto da Armando Gill ed appartenente alla Canzone classica napoletana. 
La Direzione degli arrangiamenti è del M° Tony Iglio, con la collaborazione del Coro 4+4 di Nora Orlandi e del Coro Angels.

## Tracce
1. Nun è 'nu tradimento (Sciotti-Iglio)
2. Core 'e sapunariello (Sciotti-Iglio)
3. 'O ritardo (Fiore-Iglio)
4. Ma tu appartiene a n'ato (Sciotti-Iglio)
5. 'O zampugnaro 'nnammurato (Gill)
6. E sta chiuvenne (Moxedano-Iglio)
7. Doppo 'e me (Moxedano-Iglio)
8. 'O bene ca te voglio (Moxedano-Iglio)
9. 'Na scusa (Riccio-Iglio)
10. 'O viento (Lazzaro-Argento)